# DR 581/582 bis 615/616
Die Akkumulatortriebwagen 581/82 bis 615/16 wurden von der Deutschen Reichsbahn als „Sechsachsiger Speicher-Doppeltriebwagen“ ab 1926 in Dienst gestellt.

## Geschichte
Aufgrund der guten Erfahrungen mit den Akkumulatortriebwagen der Bauart Wittfeld beschaffte die Deutsche Reichsbahn zunächst zwei von der WUMAG in Görlitz entwickelte Triebwagen. Sie erhielten die Nummern 215/216 und 217/218 (später 581/582 und 583/584). 1927/28 wurden 16 weitere Doppeltriebwagen geliefert. Diese bekamen die Gattungsbezeichnung A8 und die Nummern 585/586 bis 615/616.
Nach dem Zweiten Weltkrieg verblieben bei der Deutschen Bundesbahn elf Doppeltriebwagen und wurden dort als Baureihe ETA 179 eingereiht. Die DB musterte sie bis 1960 aus. Der ETA 179 005 erhielt nach einem Unfall eine neue Frontpartie mit flacherem Vorbau und auf Wagenkastenbreite verbreiterten Führerstand.
Bei der Deutschen Reichsbahn verblieben 1945 fünf Doppel-TW, AT 585/586–AT 591/592 und  AT 613/614, wo diese ihre alten Nummern behielten. Sie wurden bis 1968 ausgemustert. Ihr letztes Einsatzgebiet waren die Eisenbahnstrecken um Gotha.

## Konstruktive Merkmale
Die einzelnen Wagen der Doppeltriebwagen hatten jeweils drei Radsätze, die gleichmäßig jeweils im Abstand von 4600 mm angeordnet waren. Von diesen wurde jeweils die letzte Achse am Kurzkuppelende der Wagen angetrieben. Die Akkumulatoren befanden sich unter dem Wagenboden, so dass nur kurze Vorbauten an den Stirnseiten erforderlich waren. Der Wagenkasten war im Bereich der Führerstände und der Fahrgasteinstiege jeweils eingezogen. Die Führerstände hatten beidseitig eigene Einstiegstüren, für die Fahrgäste gab es Einstiegstüren beidseitig hinter dem Führerstand sowie auf der jeweils linken Seite des Kurzkuppelendes jedes Wagens. Der eine Wagen hatte zwei Abteile 2. Klasse und eines der 3. Klasse, außerdem einen verschließbaren Raum für Postsendungen und ähnliches. Der andere Wagen hatte ein Abteil der 3. Klasse und ein Traglastenabteil sowie eine Toilette. Die Sitzteilung war in der 3. Klasse 2+3 oder 2+2, sie wurde bei Umbauten öfter verändert. Die beiden Wagenteile waren mit einem Faltenbalgübergang verbunden. Die ersten beiden Triebwagen waren dunkelgrün lackiert, die Serienlieferung von Anfang an creme/rot. Bei der DB waren die Triebwagen rot mit weißem Zierstreifen lackiert, bei der DR creme/rot mit einem roten Streifen unterhalb der Dachkante.
Die Triebwagen hatten insgesamt 168 Batterieelemente, die von der AFA hergestellt wurden.

## Erhaltenes Exemplar

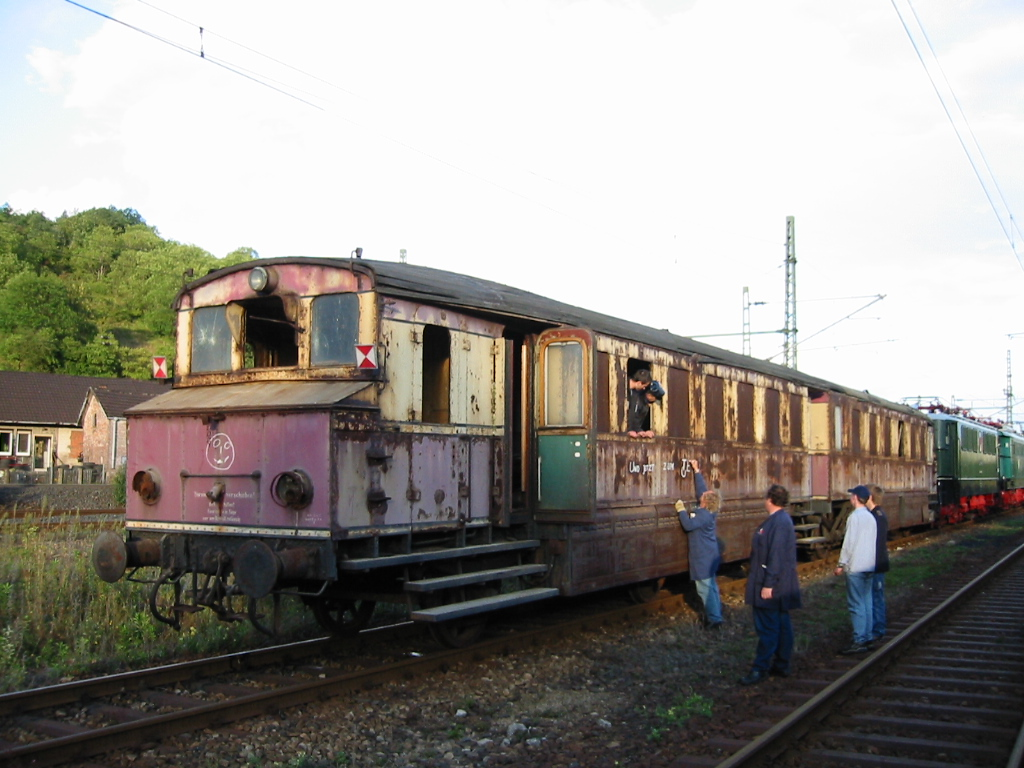
AT 589/590: Zustand 2001 in Eisenach bei der Abholung durch den Thüringer Eisenbahnverein

Der Triebwagen AT 589/590 blieb als nichtbetriebsfähiges Exponat des Verkehrsmuseums Dresden erhalten. Er hat gegenüber der Serienausführung mit gewölbten Vorbau einen veränderten Vorbau mit nach vorne abgeschrägtem Deckel. Während der langen Jahre der Abstellung in Meuselwitz, Schwarzenberg, Gerstungen, Schenklengsfeld und Eisenach verloren die Fahrzeuge stark an Substanz. In einem äußerst schlechten Zustand kam er 2001 zum Thüringer Eisenbahnverein e. V. nach Weimar, wo mit einer äußerlichen Aufarbeitung begonnen wurde. 2009 wurde der Triebwagen von der IG Hirzbergbahn in Gotha übernommen, die die Arbeiten fortsetzt.